# La Pine (Oregon)
Pour les articles homonymes, voir Pine.
La Pine est une cité située dans le comté de Deschutes, dans l’État de l'Oregon aux États-Unis.

## Géographie
Selon le Bureau du recensement des États-Unis, la superficie de la ville est de 76 km2. La cité se situe à proximité de la chaîne des Cascades dans le centre de l'Oregon. La vallée où se situe la localité est traversée par la Little Deschutes River, un affluent de la  rivière Deschutes.

## Démographie
Selon le recensement de 2000, sur les 5 799 habitants, on retrouvait 2 331 ménages et 1 699 familles dans la cité. La densité de population était de 76 habitants par km² et la densité d’habitations (2 975 au total) était de 39 habitations par km². La population était composée de 95,84 % de blancs, 1,28 % d’amérindiens, et de 0,09 %  d’afro-américains..
26,60 % des ménages avaient des enfants de moins de 18 ans, 61,3 % étaient des couples mariés. 23,0 % de la population avait moins de 18 ans, 4,9 % entre 18 et 24 ans, 22,5 % entre 25 et 44 ans, 28,8 % entre 45 et 64 ans et 20,7 % au-dessus de 65 ans. L’âge moyen était de 45 ans. La proportion de femmes était de 100 pour 99 hommes.
Le revenu moyen d’un ménage était de 29 859 $.